# Episodi di The Big Bang Theory (sesta stagione)
La sesta stagione della sitcom The Big Bang Theory è stata trasmessa negli Stati Uniti dal canale CBS dal 27 settembre 2012 al 16 maggio 2013, ottenendo un'audience media complessiva di 18 680 000 telespettatori per episodio, risultando così una delle serie TV più seguite della stagione televisiva statunitense.
Dal quarto episodio di questa stagione, Kevin Sussman, quando è presente, viene accreditato come parte del cast principale e non nei titoli di coda.
In Italia la stagione è stata trasmessa in prima visione da Joi, canale a pagamento della piattaforma Mediaset Premium, dal 9 aprile al 17 settembre 2013; in chiaro è stata successivamente trasmessa da Italia 1 dal 10 al 25 febbraio 2014.
| nº | Titolo originale                          | Titolo italiano                             | Prima TV USA      | Prima TV Italia   |
| -- | ----------------------------------------- | ------------------------------------------- | ----------------- | ----------------- |
| 1  | The Date Night Variable                   | La variabile dell'appuntamento              | 27 settembre 2012 | 9 aprile 2013     |
| 2  | The Decoupling Fluctuation                | La fluttuazione della coppia                | 4 ottobre 2012    | 16 aprile 2013    |
| 3  | The Higgs Boson Observation               | L'osservazione del bosone di Higgs          | 11 ottobre 2012   | 23 aprile 2013    |
| 4  | The Re-Entry Minimization                 | La minimizzazione del rientro               | 18 ottobre 2012   | 30 aprile 2013    |
| 5  | The Holographic Excitation                | L'eccitazione olografica                    | 25 ottobre 2012   | 7 maggio 2013     |
| 6  | The Extract Obliteration                  | L'obliterazione estrattiva                  | 1º novembre 2012  | 14 maggio 2013    |
| 7  | The Habitation Configuration              | La configurazione abitativa                 | 8 novembre 2012   | 21 maggio 2013    |
| 8  | The 43 Peculiarity                        | La peculiarità del numero 43                | 15 novembre 2012  | 28 maggio 2013    |
| 9  | The Parking Spot Escalation               | L'escalation del posto auto                 | 29 novembre 2012  | 4 giugno 2013     |
| 10 | The Fish Guts Displacement                | Il dislocamento delle interiora del pesce   | 6 dicembre 2012   | 11 giugno 2013    |
| 11 | The Santa Simulation                      | La simulazione di Babbo Natale              | 13 dicembre 2012  | 18 giugno 2013    |
| 12 | The Egg Salad Equivalency                 | L'equivalenza dell'insalata di uova         | 3 gennaio 2013    | 25 giugno 2013    |
| 13 | The Bakersfield Expedition                | La spedizione di Bakersfield                | 10 gennaio 2013   | 2 luglio 2013     |
| 14 | The Cooper-Kripke Inversion               | L'inversione Cooper-Kripke                  | 31 gennaio 2013   | 9 luglio 2013     |
| 15 | The Spoiler Alert Segmentation            | La segmentazione dello spoiler              | 7 febbraio 2013   | 16 luglio 2013    |
| 16 | The Tangible Affection Proof              | La tangibile prova d'affetto                | 14 febbraio 2013  | 23 luglio 2013    |
| 17 | The Monster Isolation                     | L'isolamento del mostro                     | 21 febbraio 2013  | 30 luglio 2013    |
| 18 | The Contractual Obligation Implementation | L'implementazione dell'obbligo contrattuale | 7 marzo 2013      | 6 agosto 2013     |
| 19 | The Closet Reconfiguration                | La riconfigurazione del ripostiglio         | 14 marzo 2013     | 13 agosto 2013    |
| 20 | The Tenure Turbulence                     | La turbolenza del ruolo                     | 4 aprile 2013     | 20 agosto 2013    |
| 21 | The Closure Alternative                   | L'alternativa della chiusura                | 25 aprile 2013    | 27 agosto 2013    |
| 22 | The Proton Resurgence                     | La rinascita del protone                    | 2 maggio 2013     | 3 settembre 2013  |
| 23 | The Love Spell Potential                  | Il potenziale dell'incantesimo d'amore      | 9 maggio 2013     | 10 settembre 2013 |
| 24 | The Bon Voyage Reaction                   | La reattività del bon voyage                | 16 maggio 2013    | 17 settembre 2013 |

## La variabile dell'appuntamento
- Titolo originale: The Date Night Variable
- Diretto da: Mark Cendrowski
- Scritto da: Chuck Lorre, Eric Kaplan e Steve Holland (soggetto), Steven Molaro, Jim Reynolds e Maria Ferrari (sceneggiatura)

### Trama
Sheldon e Leonard hanno entrambi un appuntamento con le loro fidanzate, ma Sheldon invita Raj al suo. L'indiano viene poi cacciato da Amy e se ne va da Leonard e Penny, solo per essere allontanato anche da loro quando dice a Penny di riconoscere i suoi sentimenti per Leonard. Nel frattempo, Howard, ancora nello spazio, entra in discussione con la moglie e la madre su dove andrà a vivere una volta tornato sulla Terra.
- Guest star: Kevin Sussman (Stuart Bloom), Carol Ann Susi (voce della signora Wolowitz), Pasha Lychnikoff (Dimitri)
- Ascolti USA: 15 670 000 telespettatori[4]

## La fluttuazione della coppia
- Titolo originale: The Decoupling Fluctuation
- Diretto da: Mark Cendrowski
- Scritto da: Chuck Lorre, Jim Reynolds e Maria Ferrari (soggetto); Steven Molaro, Eric Kaplan e Steve Holland (sceneggiatura)

### Trama

Stuart (Kevin Sussman) nel corso dell'episodio: da questa stagione, il personaggio è promosso nel cast regolare della sitcom.

Penny cerca di capire i suoi sentimenti per Leonard con l'aiuto di Bernadette e Amy, ma ipotizza di poter lasciare Leonard. Sheldon cerca di far desistere Penny nella sua decisione perché non vuole che il suo amico venga ferito. Intanto Stuart viene fatto entrare nel gruppo da Raj come il "nuovo" Howard per colmare il vuoto lasciato da Wolowitz, e viene accettato nel gruppo sociale anche da Sheldon. Nel frattempo, Howard viene maltrattato dai suoi colleghi astronauti.
- Guest star: Pasha Lychnikoff (Dimitri), Michael Massimino (sé stesso)
- Ascolti USA: 15 180 000 telespettatori[5]

## L'osservazione del bosone di Higgs
- Titolo originale: The Higgs Boson Observation
- Diretto da: Mark Cendrowski
- Scritto da: Steven Molaro, Dave Goetsch e Steve Holland (soggetto); Chuck Lorre, Jim Reynolds e Maria Ferrari (sceneggiatura)

### Trama
Sheldon è convinto di aver già scritto anni fa l'argomento che gli potrebbe far vincere il Nobel e, per farsi aiutare nel ricercare tra tutti gli scritti fatti da bambino, prende una dottoranda di Fisica molto carina, Alex Jensen. Amy, gelosa, teme che lei possa provarci con Sheldon e, accompagnata da Penny, va nella mensa dell'università. Lì però vedono Alex e Leonard parlare e ridere insieme; Amy è ora tranquilla, ma è Penny a essere gelosa. Nel frattempo, Howard comunica a Bernadette che dovrà rimanere nello spazio una decina di giorni in più e questo lo rende ansioso e paranoico.
- Guest star: Pasha Lychnikoff (Dimitri), Margo Harshman (Alex Jensen)
- Ascolti USA: 14 230 000 telespettatori[6]

## La minimizzazione del rientro
- Titolo originale: The Re-Entry Minimization
- Diretto da: Mark Cendrowski
- Scritto da: Bill Prady, Jim Reynolds e Anthony Del Broccolo (soggetto); Chuck Lorre, Steven Molaro e Eric Kaplan (sceneggiatura)

### Trama
Howard ritorna sulla Terra, ma l'accoglienza riservatagli è molto al di sotto delle sue aspettative: Bernadette è ammalata e la prima notte che dovrebbero trascorrere insieme dopo il matrimonio è disastrosa; sua madre è in compagnia di un altro uomo; Raj lo ha praticamente rimpiazzato con Stuart; gli altri del gruppo sono impegnati in una lotta maschi contro femmine in vari giochi, da tavolo e non, che vedono Penny ed Amy prevalere contro Leonard e Sheldon. Per concludere, in una tavola calda gli viene offerta una fetta di cheesecake da una barista che lo ha riconosciuto come astronauta, ma lui inizia a starnutire, sintomo dell'influenza passatagli da Bernadette.
- Guest star: Carol Ann Susi (voce della signora Wolowitz), Pasha Lychnikoff (Dimitri), Michael Massimino (sé stesso), Jan Hoag (Lilian), Ken Lerner (Dr. Schneider), Howie Mandel (sé stesso)
- Ascolti USA: 15 730 000 telespettatori[7]

## L'eccitazione olografica
- Titolo originale: The Holographic Excitation
- Diretto da: Mark Cendrowski
- Scritto da: Chuck Lorre, Eric Kaplan e Jeremy Howe (soggetto); Steven Molaro, Steve Holland e Maria Ferrari (sceneggiatura)

### Trama
Stuart vuole fare una festa di Halloween nel suo negozio e Raj si offre di aiutarlo con l'organizzazione e con i suoi soldi. Sheldon ed Amy cercano di trovare un compromesso e decidere un vestito di coppia per la festa in maschera di Halloween che piaccia a entrambi. Penny va a trovare al lavoro Leonard per vedere quello che fa e ne rimane affascinata a tal punto che iniziano a copulare in laboratorio ogni volta che lei ci torna. Howard parla sempre del fatto che è andato nello spazio e ne fa riferimento di continuo, qualsiasi cosa dicano gli altri, che iniziano a non sopportarlo più; Bernadette glielo fa notare e lui ci rimane molto male. Una mano per far capire a Howard il suo comportamento viene da Buzz Aldrin, astronauta molti anni prima di lui.
- Guest star: Buzz Aldrin (sé stesso), Janelle Marra (Claire)
- Ascolti USA: 15 820 000 telespettatori[8]

## L'obliterazione estrattiva
- Titolo originale: The Extract Obliteration
- Diretto da: Mark Cendrowski
- Scritto da: Chuck Lorre, Bill Prady e Steve Holland (soggetto); Steven Molaro, Jim Reynolds e Eric Kaplan (sceneggiatura)

### Trama
Sheldon gioca con Stephen Hawking a un gioco on-line chiamato Parole tra Amici (Words with Friends) e l'essere considerato suo amico lo manda in estasi. Quando però Hawking sta perdendo smette di giocare ed Howard gli spiega che lui è molto permaloso e allora Sheldon non sa se lasciarlo vincere per conservarne l'amicizia o no. Penny inizia a frequentare un corso di storia al college di Pasadena senza farlo sapere a Leonard per paura che lui possa farne una cosa più grande di quello che è. Quando finalmente gli dice cosa sta facendo, lui vuole aiutarla per forza e, nonostante Penny si rifiuti categoricamente, lui tradisce la sua fiducia aiutandola lo stesso e facendola arrabbiare. Sheldon decide di perdere apposta con Hawking, e in seguito questo gli telefona per sbeffeggiarlo in maniera infantile. Penny mostra orgogliosa a Leonard il buon voto ottenuto nel compito di storia, senza rivelargli però che si è fatta aiutare da Amy e Bernadette.
- Guest star: Stephen Hawking (sé stesso, solo voce)
- Ascolti USA: 15 900 000 telespettatori[9]

## La configurazione abitativa
- Titolo originale: The Habitation Configuration
- Diretto da: Mark Cendrowski
- Scritto da: Chuck Lorre, Eric Kaplan e Jim Reynolds (soggetto); Steven Molaro, Steve Holland e Maria Ferrari (sceneggiatura)

### Trama
Sheldon vuole dedicare una puntata del suo podcast Divertiamoci con le bandiere ai vessilli di Star Trek e per questo invita Wil Wheaton, che però litiga con Amy, che fa da regista, perché lo critica su come recita. Sheldon non prende le parti di Amy e non capisce cosa ha fatto, fin quando Leonard non glielo fa notare. Quando prova a chiederle scusa, lei non le accetta e Sheldon, sconsolato, va alla Cheesecake Factory da Penny che gli spiega che il problema è che non ha difeso la sua donna, come avrebbe fatto un uomo, in particolare texano come lui. Mentre parlano Sheldon beve vari Long Island Iced Tea credendoli semplici tè e, ubriaco, se ne va da Wil Wheaton (che abita al civico 1701, numero della nave stellare Enterprise) a pretendere le scuse per come ha trattato Amy. Nel frattempo Bernadette, stanca di continuare a rimanere troppo spesso a casa della madre di Howard, costringe il marito a traslocare nel suo appartamento per poter vivere finalmente insieme.
- Guest star: Wil Wheaton (sé stesso), LeVar Burton (sé stesso), Carol Ann Susi (voce della signora Wolowitz)
- Ascolti USA: 16 680 000 telespettatori[10]

## La peculiarità del numero 43
- Titolo originale: The 43 Peculiarity
- Diretto da: Mark Cendrowski
- Scritto da: Chuck Lorre, Dave Goetsch e Anthony Del Broccolo (soggetto); Steven Molaro, Jim Reynolds e Steve Holland (sceneggiatura)

### Trama
Leonard è geloso di Cole, il nuovo compagno di studi di Penny, ma la ragazza lo rassicura dicendogli che sono solo amici e, mentre lo fa, gli dice per la prima volta che lo ama. Intanto Raj e Howard cercano di scoprire dove sparisce tutti i giorni Sheldon dalle 14:45 alle 15:05, perciò lo seguono fino a un vecchio ripostiglio dell'università dove trovano scritto su una lavagna il numero 43. Non riuscendo a capire cosa significhi, i due mettono una telecamera nel ripostiglio e vedono Sheldon che fa dei test con un generatore di wormhole che ha creato, il quale gli permette di creare portali per universi paralleli. 43 sono i test che ha fatto e gli universi paralleli che ha controllato alla ricerca di vita; nell'esperimento numero 44, che i due vedono in diretta, trova qualcosa e precisamente un alieno che lo attacca. Raj e Howard vengono spaventati a morte da quanto vedono, fino a che Sheldon rivela loro che ha manomesso il collegamento video facendo vedere una cosa falsa, aggiungendo che si chiude nel ripostiglio perché ha bisogno di 20 minuti al giorno per spegnere la mente e ricaricarsi e che non rivelerà mai loro cosa fa lì e cosa significhi 43. Agli spettatori però il mistero viene svelato alla fine dell'episodio: Sheldon si reca in quel ripostiglio a palleggiare con una semplice pallina rimbalzante, e 43 non è altro che il suo record.
- Guest star: Ryan Cartwright (Cole), Margo Harshman (Alex Jensen)
- Ascolti USA: 17 630 000 telespettatori[11]

## L'escalation del posto auto
- Titolo originale: The Parking Spot Escalation
- Diretto da: Peter Chakos
- Scritto da: Chuck Lorre, Eric Kaplan e Adam Faberman (soggetto); Steven Molaro, Steve Holland e Maria Ferrari (sceneggiatura)

### Trama
Howard compra una nuova macchina e l'università gli assegna il posto auto 294, che era quello di Sheldon, a cui è stato tolto perché lui non ha un'automobile e quindi non lo usa. Iniziano quindi discussioni e poi dispetti vari tra i due per la proprietà del posto. Queste discussioni fanno sì che anche Amy e Bernadette inizino a discutere, litigare e farsi dispetti a vicenda prendendo ognuna le parti del proprio fidanzato.
- Ascolti USA: 17 250 000 telespettatori[12]

## Il dislocamento delle interiora del pesce
- Titolo originale: The Fish Guts Displacement
- Diretto da: Mark Cendrowski
- Scritto da: Chuck Lorre, Bill Prady e Tara Hernandez (soggetto); Steven Molaro, Eric Kaplan e Jim Reynolds (sceneggiatura)

### Trama
Howard viene invitato a una cena con i suoceri da sua moglie Bernadette. Subito si manifesta il reciproco imbarazzo di Howard e del suocero, che infatti si dimostrano restii nell'iniziare una conversazione, nonostante i tentativi di Howard. Durante la cena Bernadette suggerisce ai due di andare a pescare insieme per far sì che si conoscano meglio. Costretti ad accettare loro malgrado, sarà proprio la non volontà di partecipare a questa gita a unire i due per la prima volta. Nel frattempo Sheldon fa visita ad Amy, la quale è ammalata e lo spinge a prendersi cura di lei. Nonostante la ragazza sia guarita dopo due giorni, finge di star male per ricevere le tanto desiderate premure da parte del fidanzato.
- Guest star: Casey Sander (Sig. Rostenkowski), Meagen Fay (Sig.ra Rostenkowski)
- Ascolti USA: 16 940 000 telespettatori[13]

## La simulazione di Babbo Natale
- Titolo originale: The Santa Simulation
- Diretto da: Mark Cendrowski
- Scritto da: Chuck Lorre, Eric Kaplan e Steve Holland (soggetto); Steven Molaro, Jim Reynolds e Maria Ferrari (sceneggiatura)

### Trama
Leonard organizza una serata Dungeons & Dragons a tema natalizio a cui partecipano tutti i ragazzi del gruppo. Penny, Bernadette ed Amy, arrabbiate per essere state lasciate sole, escono per una serata "solo ragazze" a cui si unisce Raj, visto che il suo personaggio muore subito. Mentre, durante il gioco, Sheldon mostra di sapere tutto quello che esiste sul Natale, Penny, Bernadette ed Amy tentano di trovare una ragazza per Raj, con scarso successo.
- Guest star: Dakin Matthews (Babbo Natale)
- Ascolti USA: 16 770 000 telespettatori[14]

## L'equivalenza dell'insalata di uova
- Titolo originale: The Egg Salad Equivalency
- Diretto da: Mark Cendrowski
- Scritto da: Chuck Lorre, Eric Kaplan e Jim Reynolds (soggetto); Steven Molaro, Bill Prady e Steve Holland (sceneggiatura)

### Trama
Nonostante conosca la sua relazione con Penny, Alex si dichiara apertamente a Leonard chiedendogli di uscire, e la cosa rende molto felice quest'ultimo. Quando Leonard confida la cosa agli amici, Sheldon si arrabbia perché teme che ciò faccia peggiorare il lavoro di Alex, così chiede consiglio a Penny, Amy e Bernadette, facendo arrabbiare Penny con Leonard. Cercando di risolvere la questione da solo, Sheldon si comporta in modo così inappropriato che Alex sporge reclamo all'Ufficio Risorse Umane. Sheldon involontariamente rivela alla Responsabile qualche trascorso degli altri del gruppo.
- Guest star: Margo Harshman (Alex Jensen), Regina King (Janine Davis)
- Ascolti USA: 19 250 000 telespettatori[15]

## La spedizione di Bakersfield
- Titolo originale: The Bakersfield Expedition
- Diretto da: Mark Cendrowski
- Scritto da: Chuck Lorre, Jim Reynolds e Steve Holland (soggetto); Steven Molaro, Eric Kaplan e Maria Ferrari (sceneggiatura)

### Trama
Leonard, Sheldon, Howard e Raj vanno al Comic-Con di Bakersfield. Durante il viaggio passano per Vasquez Rocks, luogo usato come scenario per diversi episodi di Star Trek, in particolare per il celebre scontro tra il capitano Kirk e il Gorn. Essendo i loro costumi ripresi dal telefilm (Leonard è Picard, Sheldon è Data, Howard è un Borg e Raj è Worf), decidono di fermarsi per fare alcune foto, fino a che dei ladri non rubano la loro automobile. Nel frattempo, Penny, Amy e Bernadette, non riuscendo a capire come mai dei ragazzi tanto intelligenti amino così tanto i fumetti, vanno da Stuart e ne comprano alcuni albi. Incredibilmente, iniziano a discutere come spesso fanno i ragazzi sul perché di alcune vicende relative al fumetto che hanno comprato. Quando finalmente i quattro tornano a casa, le sentono discutere animatamente da fuori dall'uscio e, immedesimandosi nei personaggi dei propri costumi, concludono di essere finiti in un mondo parallelo dove i fumetti da nerd piacciono anche alle loro donne. Presi dall'entusiasmo di poter agire come un'autentica squadra da spedizione dell'Enterprise, Leonard, Sheldon, Howard e Raj si precipitano nell'appartamento per investigare.
- Guest star: Matt Battaglia (agente Reynolds)
- Ascolti USA: 20 000 000 telespettatori[16]

## L'inversione Cooper-Kripke
- Titolo originale: The Cooper-Kripke Inversion
- Diretto da: Mark Cendrowski
- Scritto da: Chuck Lorre, Eric Kaplan e Anthony Del Broccolo (soggetto); Steven Molaro, Jim Reynolds e Steve Holland (sceneggiatura)

### Trama
L'università costringe Sheldon a lavorare con Kripke, con suo enorme disappunto nel condividere con una persona che considera inferiore i suoi studi; ma quando scopre che in realtà lui è molto più indietro del suo compagno di lavoro, diventa tristissimo e sconvolto. Parlando con Kripke però, lui gli dice che la colpa è del fatto che ha una ragazza con cui va sempre a letto e per questo è distratto dal lavoro e Sheldon asseconda questa ipotesi inventandosi anche vari rapporti sessuali con Amy piuttosto che ammettere la verità. Nel frattempo Howard e Raj comprano una costosissima stampante 3D per creare delle action figure con le loro sembianze e quando Bernadette scopre come lui spenda i loro soldi, che in larga parte è lei a guadagnare, va su tutte le furie.
- Guest star: John Ross Bowie (Barry Kripke)
- Ascolti USA: 17 760 000 telespettatori[17]

## La segmentazione dello spoiler
- Titolo originale: The Spoiler Alert Segmentation
- Diretto da: Mark Cendrowski
- Scritto da: Chuck Lorre, Eric Kaplan e Steve Holland (soggetto); Steven Molaro, Maria Ferarri e Adam Faberman (sceneggiatura)

### Trama
Dopo lo spoiler da parte di Sheldon sulla fine del libro Harry Potter e il principe mezzosangue, Leonard decide di andare a vivere da Penny, che non ne è molto entusiasta, ma non dice nulla per non ferirlo. Contemporaneamente, anche Sheldon si trova nella stessa situazione quando Amy si offre come sua nuova coinquilina e lui non riesce ad addurre motivazioni valide per rifiutarsi. Cercando inutilmente di risolvere la situazione, Penny e Sheldon sono costretti ad ammettere cosa pensano realmente. Penny però ribalta la situazione facendo passare per colpevoli i ragazzi, salvo però sentire l'autocandidatura di Amy a vivere con lei. Nel frattempo Bernadette, grazie a un bonus ricevuto al lavoro, va a Las Vegas per il weekend con Howard che, preoccupato per la madre, chiede a Raj di farle compagnia per una serata. La signora Wolowitz però, usando i sensi di colpa e nascondendo i suoi vestiti, trattiene il ragazzo in casa sua.
- Guest star: Carol Ann Susi (voce della signora Wolowitz)
- Ascolti USA: 18 980 000 telespettatori[18]
- Nota: Questo è l'unico episodio in cui si intravede brevemente la madre di Howard.

## La tangibile prova d'affetto
- Titolo originale: The Tangible Affection Proof
- Diretto da: Mark Cendrowski
- Scritto da: Chuck Lorre, Bill Prady e Steve Holland (soggetto); Steven Molaro, Jim Reynolds e Tara Hernandez (sceneggiatura)

### Trama
È San Valentino e tutte le coppie si preparano. Leonard vuole passarlo in maniera molto romantica con Penny, ma tutto viene rovinato dalla visione, al ristorante dove sono a cena, del suo ex-ragazzo che chiede alla sua ex-amica (motivo della fine della loro relazione) di sposarlo. Bernadette è sempre nervosa perché lavora molto e Howard non la aiuta per niente in casa ma gioca di continuo con la Xbox e quindi lei è molto arrabbiata con lui. Amy vuole passare la ricorrenza come tutte le altre coppie e Sheldon si fa aiutare da Alex per il regalo perfetto. Raj è da solo e propone a Stuart, anche lui da solo, di organizzare una serata alla fumetteria in cui tutti quelli nelle loro stesse condizioni possano non sentirsi soli. Alla festa Raj incontra una ragazza.
- Guest star: Margo Harshman (Alex Jensen), Josh Brener (Dale), Kate Micucci (Lucy), Briana Cuoco (Gretchen)
- Ascolti USA: 17 890 000 telespettatori[19]

## L'isolamento del mostro
- Titolo originale: The Monster Isolation
- Diretto da: Mark Cendrowski
- Scritto da: Chuck Lorre, Dave Goetsch e Maria Ferrari (soggetto); Steven Molaro, Eric Kaplan e Steve Holland (sceneggiatura)

### Trama
Raj viene deluso dal suo appuntamento con la ragazza conosciuta in fumetteria alla festa di san Valentino e decide di non voler più uscire di casa. Howard, Leonard e Bernadette tentano invano di aiutarlo e fargli cambiare idea. Sheldon viene costretto da Amy ad andare a vedere uno spettacolo teatrale di Penny per riconoscenza di un aiuto di recitazione datogli da quest'ultima.
- Guest star: Kate Micucci (Lucy)
- Ascolti USA: 17 620 000 telespettatori[20]

## L'implementazione dell'obbligo contrattuale
- Titolo originale: The Contractual Obligation Implementation
- Diretto da: Mark Cendrowski
- Scritto da: Chuck Lorre, Eric Kaplan e Steve Holland (soggetto); Steven Molaro, Jim Reynolds e Maria Ferrari (sceneggiatura)

### Trama
Leonard, Howard e Sheldon, obbligati dal contratto con l'università a far parte di un comitato, decidono di cercare di aumentare la presenza femminile nel mondo delle scienze e per farlo cercano di rendere la materia interessante a una classe delle medie. Nel frattempo le ragazze saltano il lavoro per passare una giornata a Disneyland. Raj invece ha il primo appuntamento con Lucy, la ragazza conosciuta in fumetteria con problemi di fobia sociale, e per questo decide di incontrarla in biblioteca, comunicando solo tramite SMS.
- Guest star: Kate Micucci (Lucy), Brian Posehn (Bert)
- Ascolti USA: 17 630 000 telespettatori[21]

## La riconfigurazione del ripostiglio
- Titolo originale: The Closet Reconfiguration
- Diretto da: Anthony Rich
- Scritto da: Chuck Lorre, Jim Reynolds e Maria Ferrari (soggetto); Steven Molaro, Steve Holland e Eric Kaplan (sceneggiatura)

### Trama
Tutti i ragazzi sono a cena da Bernadette e Howard e i padroni di casa fanno vedere a Sheldon un armadio completamente in disordine che lui inizia subito a mettere a posto ed a riorganizzare tutto mentre gli altri cenano. Facendo questo, trova e legge una lettera del padre di Howard che lui non aveva mai letto. Sconvolto, Howard la brucia così che non sappia mai cosa c'è scritto, ma le ragazze fanno in modo che Sheldon riveli loro il contenuto che poi rivela anche a Leonard e Raj. Quando Howard lo viene a sapere, va su tutte le furie con la moglie e gli altri. Per risolvere la situazione, i sei raccontano a Howard ognuno un contenuto della lettera diverso, di cui solo uno è quello autentico.
- Ascolti USA: 15 900 000 telespettatori[22]

## La turbolenza del ruolo
- Titolo originale: The Tenure Turbulence
- Diretto da: Mark Cendrowski
- Scritto da: Steven Molaro, Eric Kaplan e Maria Ferrari (soggetto); Chuck Lorre, Steve Holland e Jim Reynolds (sceneggiatura)

### Trama
All'università si libera un posto di ruolo e Raj, Leonard e Sheldon, insieme a Kripke che per primo li ha informati, vogliono ricoprire il posto. Per farlo devono però essere scelti dai membri di una commissione e allora cominciando a fare i carini, ognuno a suo modo, con una dei componenti della commissione: Janine Davis, responsabile delle risorse umane. Alla fine, nonostante i goffi tentativi, la donna propone i nomi dei tre per il posto in quanto meritevoli.
- Guest star: John Ross Bowie (Barry Kripke), Regina King (Janine Davis)
- Ascolti USA: 17 240 000 telespettatori[23]

## L'alternativa della chiusura
- Titolo originale: The Closure Alternative
- Diretto da: Mark Cendrowski
- Scritto da: Chuck Lorre, Bill Prady e Tara Hernandez (soggetto); Steven Molaro, Jim Reynolds e Steve Holland (sceneggiatura)

### Trama
Sheldon scopre che hanno cancellato la serie Alphas e non riesce a farsene una ragione perché vuole sapere come va a finire. Amy capisce il suo problema patologico di avere sempre una conclusione delle cose e cerca di aiutarlo a non esserne più ossessionato, ma inutilmente. Nel frattempo Leonard cerca di far appassionare Penny a Buffy l'ammazzavampiri. Intanto Raj scopre il blog di Lucy dove è descritto come un uomo dai comportamenti femminili e cerca di apparire più virile ai suoi occhi.
- Guest star: Kate Micucci (Lucy)
- Ascolti USA: 15 050 000 telespettatori[24]

## La rinascita del protone
- Titolo originale: The Proton Resurgence
- Diretto da: Mark Cendrowski
- Scritto da: Chuck Lorre, Jim Reynolds e Steve Holland (soggetto); Steven Molaro, Eric Kaplan e Maria Ferrari (sceneggiatura)

### Trama
Sheldon riesce a trovare online il modo di contattare il proprio idolo d'infanzia, il professor Proton, conduttore di una trasmissione di esperimenti scientifici per bambini ormai cancellata. Dopo averlo contattato gli chiede di organizzare uno spettacolo privato per lui e Leonard. Nel frattempo, Raj deve rimanere al lavoro per il fine settimana e affida la sua cagnolina a Howard e Bernadette, che però la smarriscono.
- Guest star: Bob Newhart (dottor Arthur "Professor Proton" Jeffries)
- Ascolti USA: 16 290 000 telespettatori[25]

## Il potenziale dell'incantesimo d'amore
- Titolo originale: The Love Spell Potential
- Diretto da: Anthony Rich
- Scritto da: Chuck Lorre, Jim Reynolds e Maria Ferrari (soggetto); Steven Molaro, Eric Kaplan e Steve Holland (sceneggiatura)

### Trama
I quattro ragazzi si preparano a una sessione di Dungeons & Dragons in cui Howard si sostituisce a Leonard come master: questo cambiamento all'inizio turba Sheldon, ma le sue imitazioni di personaggi famosi lo fanno ricredere ed apprezzarlo molto di più del coinquilino. Quando però Lucy si libera e può uscire con Raj, lui se ne va da lei lasciando gli altri. Nel frattempo Penny, Amy e Bernadette si organizzano per trascorrere il weekend a Las Vegas, ma a causa di Amy non possono più prendere l'aereo e tornano a casa e i ragazzi fanno giocare le ragazze con loro, che si divertono a lanciare i dadi come se fossero in un casinò. Quando però il gruppo scherza facendo interagire i personaggi di Sheldon ed Amy come se fossero una coppia, lei si offende e se ne va. Questa cosa però permetterà ai due di aumentare la loro intimità. Intanto il tentativo di Raj di far affrontare a Lucy situazioni in cui lei è in imbarazzo la fa fuggire dal bagno, come durante il loro primo appuntamento, ma dopo che il ragazzo le ha parlato e rivelato i suoi sentimenti, si scambiano il loro primo bacio.
- Guest star: Kate Micucci (Lucy)
- Ascolti USA: 16 300 000 telespettatori[26]

## La reattività del bon voyage
- Titolo originale: The Bon Voyage Reaction
- Diretto da: Mark Cendrowski
- Scritto da: Steven Molaro, Steve Holland e Tara Hernandez (soggetto); Chuck Lorre, Jim Reynolds e Maria Ferrari (sceneggiatura)

### Trama
Howard fa il nome di Leonard per sostituire un fisico sperimentale nella spedizione, della durata di quattro mesi, del team di Stephen Hawking nel mare del Nord per degli studi sui buchi neri. Quando Leonard viene scelto, Sheldon tenta invano di convincere il coinquilino a non partire, in primo luogo perché ciò sconvolgerebbe la sua routine quotidianità, e in secondo luogo per malcelata invidia. Nel frattempo Raj vuole presentare Lucy ai suoi amici, sottoponendola involontariamente a una forte pressione che lei non riesce a reggere: la ragazza non si presenta all'incontro, finendo per mollare Raj tramite SMS. La mattina dopo, Penny, di ritorno dall'aeroporto dopo aver salutato Leonard in partenza, passa a trovare Raj poiché preoccupata per il momento di profonda tristezza che l'amico sta attraversando; mentre si sfoga con lei, Raj si rende improvvisamente conto che, pur non bevendo dalla sera precedente, sta riuscendo lo stesso a parlarle, quindi il trauma emotivo subìto sembra avere risolto il blocco mentale che aveva con le donne. Ciò avrà tuttavia un effetto opposto poiché da qui in avanti Raj diventa, paradossalmente, logorroico.
- Guest star: Kate Micucci (Lucy)
- Ascolti USA: 15 480 000 telespettatori[27]